# USS Renshaw (DD-176)
USS Renshaw (DD–176) là một tàu khu trục thuộc lớp Wickes của Hải quân Hoa Kỳ trong giai đoạn Chiến tranh Thế giới thứ nhất. Nó là chiếc tàu chiến thứ hai của Hải quân Hoa Kỳ được đặt tên theo Trung tá Hải quân William B. Renshaw (1816-1863), người tham gia cuộc Nội chiến Hoa Kỳ.

## Thiết kế và chế tạo
Renshaw được đặt lườn vào ngày 8 tháng 5 năm 1918 tại xưởng tàu của hãng Union Iron Works ở San Francisco, California. Nó được hạ thủy vào ngày 21 tháng 9 năm 1918, được đỡ đầu bởi bà Frank Johnson, và được đưa ra hoạt động vào ngày 31 tháng 7 năm 1919 dưới quyền chỉ huy của Hạm trưởng, Thiếu tá Hải quân R. A. Hall.

## Lịch sử hoạt động
Sau khi nhập biên chế, Renshaw được phân về Lực lượng Khu trục trực thuộc Hạm đội Thái Bình Dương. Nó gia nhập hạm đội tại vịnh Monterey, và tham gia cuộc duyệt binh của Bộ trưởng Hải quân Hoa Kỳ thị sát trên chiếc thiết giáp hạm USS Oregon (BB-3). Renshaw rời San Francisco vào ngày 16 tháng 9 để đi đến căn cứ hoạt động của nó là San Diego, đến nơi vào ngày 20 tháng 9. Chiếc tàu khu trục tham gia các cuộc tập trận ngoài khơi bờ biển California, thực hiện tuần tra và liên lạc, vận chuyển tù nhân cũng như thực hiện một chuyến đi huấn luyện cho quân nhân dự bị ngoài khơi Portland, Oregon.
Renshaw thực hiện chuyến đi đến Hawaii từ ngày 25 tháng 3 đến ngày 28 tháng 4 năm 1920 cùng với Chi hạm đội Khu trục 11 để tiến hành trinh sát chi tiết quần đảo này, với ý định thiết lập một căn cứ hoạt động cho hạm đội. Trong giai đoạn từ ngày 16 tháng 12 năm 1920 đến ngày 4 tháng 4 năm 1921, con tàu đi vào Xưởng hải quân Puget Sound để đại tu, quay trở lại căn cứ của nó vào ngày 8 tháng 4 để gia nhập trở lại Lực lượng Khu trục.
Vào tháng 1 năm 1922, Renshaw thực hiện hiệu chuẩn phương vị vô tuyến cho Quân khu Hải quân 12. Nó quay trở về San Diego vào ngày 28 tháng 1 và tiếp tục neo đậu tại đây, trừ một chuyến đi ngắn đến San Pedro từ ngày 20 đến ngày 24 tháng 2, cho đến khi được cho xuất biên chế vào ngày 27 tháng 5 năm 1922. Chiếc tàu khu trục bị bỏ không tại San Diego cho đến khi bị loại bỏ vào năm 1936 nhằm tuân thủ những điều khoản hạn chế vũ trang của Hiệp ước Hải quân London. Tên nó được cho rút khỏi danh sách Đăng bạ Hải quân vào ngày 19 tháng 5 năm 1936, và nó bị bán cho hãng Schiavone Bonomo Corporation vào ngày 29 tháng 9 để tháo dỡ. Việc tháo dỡ được tiến hành từ ngày 2 tháng 12 năm 1936.